# Панч, Люси
Лю́си Э́лис Ти Панч (англ. Lucy Alice T. Punch; род. 30 декабря 1977, Лондон) — британская актриса кино и театра, известная по фильмам «Типа крутые легавые», «Очень плохая училка» и «Чем дальше в лес».

## Биография
С 1993 по 1997 год Люси посещала национальный молодёжный театр в Лондоне. Затем ходила на курсы в Университетском колледже Лондона. В 2000 году состоялся её театральный дебют, когда она сыграла роль Элейн в адаптированном варианте пьесы Graduated режиссёра Терри Джонсона в театре Вест-Энд. Она также играла на сценах лондонских театров Ройал-Корт и Буш.

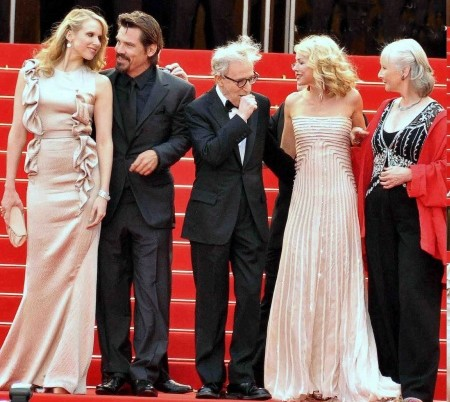
Актёры фильма «Ты встретишь таинственного незнакомца» на Каннском кинофестивале в 2010 году.

В кино Люси дебютировала в 1998 году, снявшись в эпизоде сериала «Новые приключения Робин Гуда».
Также она появилась в сериале «Им хочется погорячее», где сыграла наивную дочь героини Элисон Стедман. В этом же году Люси появляется в детском телевизионном проекте «Команда мечты» в роли футбольного игрока.
В 2000 году она сыграла довольно заметную роль в известном фэнтезийном сериале «Десятое королевство» взбалмошную внучку зажиточного фермера, присвоившего себе и своей семье Колодец желаний. В 2001 году исполнила роль Мелиссы — строптивой дочери домовладельца, ставшей жертвой убийцы, в 6-й серии 4-го сезона сериала «Убийства в Мидсомере» («Чисто английские убийства»).
В 2006 году она получила премию «Лучшая актриса» на Международном кинофестивале в Монако за роль в фильме «Ты готов к любви?».
В 2007 году Панч покинула телешоу «Класс» после съёмки 11 эпизодов из двенадцати. В мае 2009 года было объявлено, что ей досталась роль в фильме Вуди Аллена «Ты встретишь таинственного незнакомца», после того, как Николь Кидман, которой предназначалась эта роль, не смогла принять участия в съёмках. Премьера фильма прошла в сентябре 2010 года.
В августе 2010 года Панч снялась в 3 эпизодах первого сезона полицейской трагикомедии «Задиры» телеканала BBC Two при участии Тоби Стивенса.
В 2011 году актриса снялась в фильме Джея Роуча «Очень плохая училка», при участии Камерон Диаc и Джастина Тимберлейка. Фильм начали снимать в марте 2010 года.
В декабре 2010 года Панч прошла кастинг на роль в романтической комедии «Гигантский механический человек». Сериал основан на одноимённых комиксах Бендиса. Панч приняла участие в фильме «Жёлтый», вышедший в 2012 году, при участии Сиенны Миллер, Люка Уилсона, Хэнка Азарии и Бена Фостера. 20 июня 2011 года режиссёр сериала «Силы» Брайан Майкл Бендис сообщил, что в пилотной серии главную женскую роль Дины Пилигрим сыграет Люси Панч.
В июле 2015 у Люси родился первенец. Мальчику дали имя Рекс.

## Фильмография
| Год       |    | Русское название                      | Оригинальное название               | Роль               |
| --------- | -- | ------------------------------------- | ----------------------------------- | ------------------ |
| 1998      | с  | Новые приключения Робин Гуда          | The New Adventures of Robin Hood    | Королева Стефания  |
| 1999      | с  | Команда-мечта                         | Renford Rejects                     | Сью Уайт           |
| 1999      | с  |                                       | Days Like These                     | Хелен Форман       |
| 1999      | с  | Им хочется погорячее                  | Let Them Eat Cake                   | Эвелин             |
| 2000      | тф | Золушка                               | Cinderella                          | Реган              |
| 2000      | с  | Десятое королевство                   | The 10th Kingdom                    | Салли Пип          |
| 2000      | ф  | Зелёные пальцы                        | Greenfingers                        | Холли              |
| 2004      | ф  | Заколдованная Элла                    | Ella Enchanted                      | Хэтти              |
| 2004      | ф  | Жизнь и смерть Питера Селлерса        | The Life and Death of Peter Sellers | Старшая стюардесса |
| 2004      | ф  | Театр                                 | Being Julia                         | Эвис Крайтон       |
| 2004      | с  | Доктор Мартин                         | Doc Martin                          | Элейн Денэм        |
| 2005      | с  | Пуаро Агаты Кристи                    | Agatha Christie's Poirot            | Сюзанна Хендерсон  |
| 2005      | ф  | Фестиваль                             | Festival                            | Никки Романовски   |
| 2006—2007 | с  | Класс                                 | The Class                           | Холли Элленбоген   |
| 2007      | ф  | Ты готов к любви?                     | Are You Ready for Love?             | Мелани             |
| 2007      | ф  | Типа крутые легавые                   | Hot Fuzz                            | Ив Дрэйпер         |
| 2007      | ф  | Одноклассницы                         | St Trinian's                        | Верити Твейтс      |
| 2009      | ф  | Без названия                          | (Untitled)                          | Кларнет            |
| 2010      | ф  | Электра Люкс                          | Elektra Luxx                        | Долорес            |
| 2010      | ф  | Ты встретишь таинственного незнакомца | You Will Meet a Tall Dark Stranger  | Шармен Фоксс       |
| 2010      | ф  | Ужин с придурками                     | Dinner for Schmucks                 | Дарла              |
| 2010      | с  | Задиры                                | Vexed                               | Кейт Бишоп         |
| 2011      | ф  | Главное — не бояться!                 | A Little Bit of Heaven              | Сара Уокер         |
| 2011      | ф  | Отвези меня домой                     | Take Me Home Tonight                | Шелли              |
| 2011      | ф  | Старая добрая оргия                   | A Good Old Fashioned Orgy           | Кейт               |
| 2011      | ф  | Очень плохая училка                   | Bad Teacher                         | Эми Белкова        |
| 2012      | ф  | Жёлтый                                | Yellow                              | Аманда             |
| 2012      | ф  | Гигантский механический человек       | The Giant Mechanical Man            | Полин              |
| 2012      | ф  | Силы                                  | Powers                              | Дина Пилигрим      |
| 2012      | ф  | Реальные парни                        | Stand Up Guys                       | Венди              |
| 2013      | ф  | Убойный уикенд                        | Cottage Country                     | Маша               |
| 2014      | ф  | Чем дальше в лес                      | Into the Woods                      | Люсинда            |
| 2014      | ф  | Торт                                  | Cake                                | сестра Гейл        |
| 2015      | ф  | Мисс Переполох                        | She's Funny That Way                | проститутка        |
| 2018—2019 | с  | Лемони Сникет: 33 несчастья           | A Series of Unfortunate Events      | Эсме Скуолор       |

## Работы в театре
| Год  | Постановка                    | Роль          | Театр                       |
| ---- | ----------------------------- | ------------- | --------------------------- |
| 2000 | The Graduate (адаптация)      | Елена         | Гиелгад                     |
| 2001 | Boy Gets Girl                 | Харит         | Роял Корт                   |
| 2002 | A Carpet, A Pony and A Monkey | Кейт          | Буш                         |
| 2002 | Great Britain                 | Пэйдж Бритэйн | Королевский театр Хеймаркет |

## Награды и номинации
- 2006 — номинация «Лучшая актриса» за фильм «Ты готов к любви?».